# Carl Fredrik Lundqvist

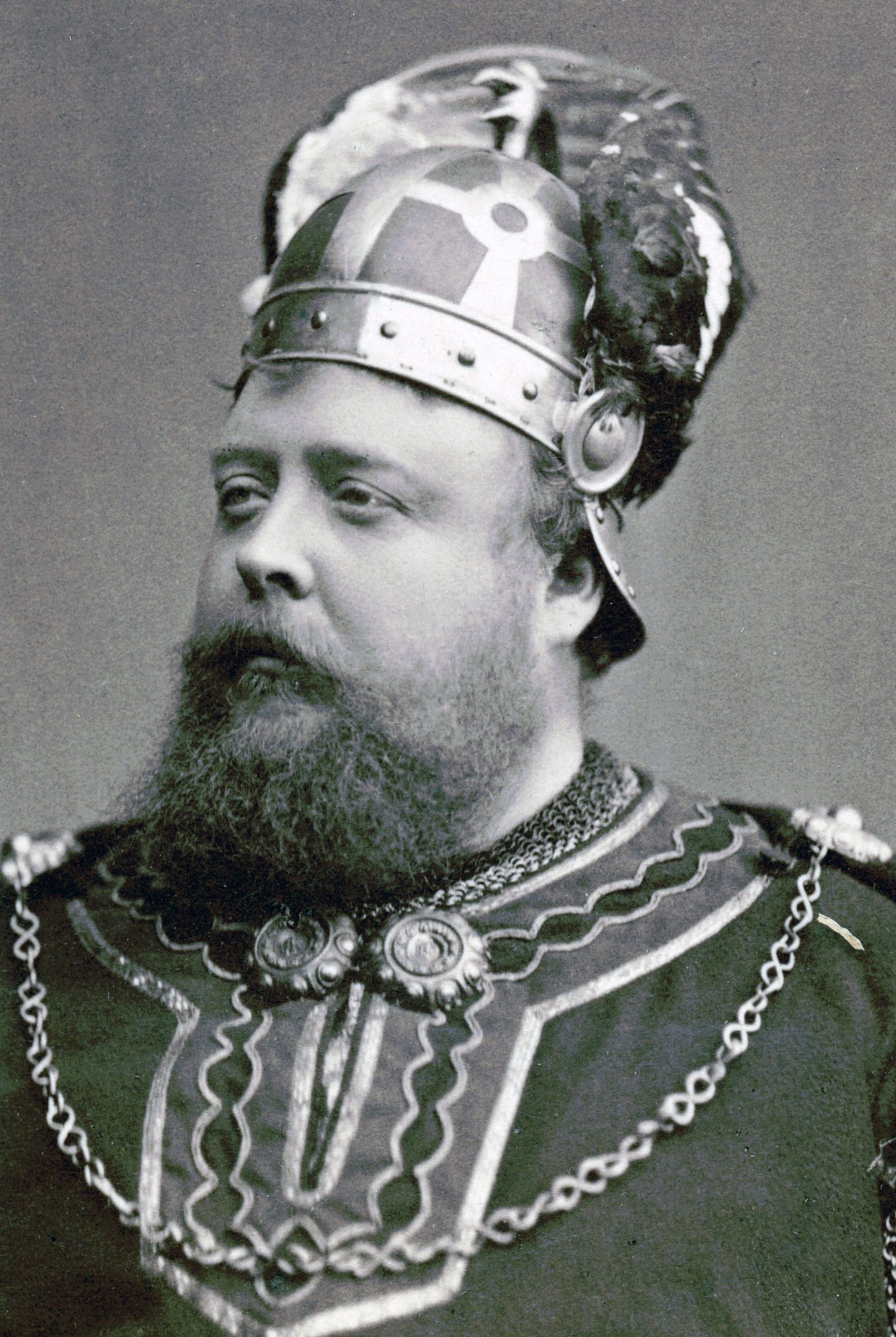
Som Gudmund i operan Harald Viking.

Carl Fredrik ”Lunkan” Lundqvist, född 24 januari 1841 i Veinge församling, Halland, död 12 maj 1920 i Hovförsamlingen, Stockholm, var en svensk operasångare (tenor, baryton).

## Biografi
Lundqvist, vars far var folkskollärare, blev student vid Uppsala universitet, där han under studenttiden sjöng tenor i Allmänna Sången. Han avlade kameralexamen 1862, och var därefter verksam som ämbetsman vid olika statliga verk i Stockholm.
Efter några år som sekreterare i Stockholms skarpskytteförening, och sångare i föreningens manskör, började han studera sång hos Fritz Arlberg. Lundqvist debuterade vid Kungliga Teatern 1869, och lämnade samtidigt ämbetsmannabanan. Han var verksam som operasångare på Stockholmsoperan fram till 1904.
Lundqvist gifte sig den 9 november 1883 med violinisten Hilma Åberg.

### Karriär
Lundqvist debuterade 1869 som Josef i Méhuls opera Josef i Egypten. Under den första tiden på stockholmsoperan sjöng han tenorroller, som till exempel titelrollen i Wagners opera Rienzi och titelrollen i Naumanns Gustaf Wasa, men sjöng sedan mestadels barytonroller. Bland dessa kan särskilt nämnas titelrollen i Rossinis Wilhelm Tell, Valentin i Gounods Faust, Wolfram i Wagners Tannhäuser, Telramund i Lohengrin samt Hans Sachs i Mästersångarna i Nürnberg.
Han ägnade sig parallellt med sitt arbete på Stockholmsoperan även åt en omfattande konsertverksamhet med många turnéer. Han uppträdde vid många oratoriekonserter, och den folkkäre ”Lunkan” blev en mycket uppskattad konsertsångare i Sverige. Vid konserterna sjöng han ofta svenska och nordiska folkvisor och sånger, och hade också religiösa sånger på sitt program. Han följde även med Uppsalastudenternas sångkörer Allmänna Sången och Orphei Drängar som solist på körernas många konsertresor utomlands under slutet av 1800-talet.

### Utmärkelser
Lundquist blev ledamot av Musikaliska Akademien 1890, och tilldelades Litteris et artibus 1891.

## Diskografi
- Wagner in Stockholm : recordings 1899–1970. Bluebell CD02-2698--2701. 2002. – Innehåll:  4. O du mein holder Abendstern (Ur: Tannhäuser).